# Hurshid Pachá
Hurşid Ahmed Pachá (fallecido el 30 de noviembre de 1822) fue un general otomano y gran visir a principios del siglo XIX.

## Primeros años
Nació en el Cáucaso y era de ascendencia georgiana. Fue llevado a Constantinopla cuando era joven, se convirtió al Islam y se enrolo en los Jenízaros. Allí adquirió el favor del sultán Mahmud II y ocupó varios puestos altos.

## Egipto (1801-05)
Nombrado alcalde de Alejandría después de que los franceses evacuaran Egipto en septiembre de 1801, fue nombrado gobernador de Egipto en 1804 a instancias de Mehmet Alí. Aliado con el representante diplomático del Reino Unido, Hurshid trató de expulsar a Mehmet y sus albaneses de Egipto, trayendo a la caballería ligera deli (lit. «locos») de la Siria otomana para hacerlo. Mehmet Alí atrajo a los delis a su bando y, respaldado por una manifestación de jefes de gremios y ulemas en El Cairo, se arrogó el cargo de gobernador de Egipto en mayo de 1805. Hurshid, abandonado por sus tropas, fue asediado en la Ciudadela de El Cairo, que abandonó solo después de ver el firmán otomano invistiendo a Mehmet Alí como gobernador de Egipto.

## Rumelia
En 1808, Hurshid Pachá fue designado gobernador de Rumelia.

### Supresión de la revolución serbia
En marzo de 1809, fue enviado a Serbia (el sanjacado de Smederevo) para reprimir el primer levantamiento serbio dirigido por Karađorđe Petrović. El 5 de septiembre de 1812 fue nombrado gran visir (primer ministro), un cargo que ocupó hasta el 1 de abril de 1815. Permaneció en la campaña en Serbia como comandante en jefe (serasker), y puso fin al levantamiento después de recapturar Belgrado en octubre de 1813. En ese año fue nombrado gobernador del Eyalato de Bosnia y desde ese puesto hizo campaña con éxito contra el segundo levantamiento serbio dirigido por Miloš Obrenović.

### Supresión de la revuelta de Ali Pachá y la Revolución griega
En noviembre de 1820, fue nombrado Mora Valisi, gobernador del Eyalato de Morea (Peloponeso), con sede en Trípoli y serasker de la expedición contra el rebelde Ali Pachá de Ioannina. Antes de partir hacia Yannina, sin embargo, se sintió perturbado por los rumores de una posible revuelta entre los griegos de Morea. Sin embargo, sus temores se disiparon cuando una asamblea de notables griegos lo visitó el 8 de noviembre de 1820 en Trípoli. Así, el 6 de enero de 1821, salió de Trípoli hacia el norte, dejando atrás su tesorería y su harén, mientras que su representante (el kaimakam Mehmed Salih) con una fuerza de 1,000 albaneses se quedó para mantener el orden. Sin embargo, solo unos meses después, mientras los ejércitos otomanos estaban asediando Yanina, tuvieron lugar los primeros levantamientos de la guerra de Independencia griega.
Hurshid inmediatamente informó al sultán de los eventos y, sin esperar instrucciones, reaccionó enviando a Omer Vryonis y Köse Mehmed Pachá para reprimir la revuelta primero en la Grecia central y luego cruzar al Peloponeso y sofocar el levantamiento en su corazón. Al mismo tiempo, envió a su jefe de personal, Mustafa Bey, con tres mil hombres para reforzar la guarnición de Trípoli. Hurshid se quedó en Yanina para supervisar las últimas etapas del asedio. A pesar de su rápida reacción, sus planes finalmente fracasaron: Vryonis y Köse Mehmed no pudieron reprimir la revuelta en Grecia central, mientras que los refuerzos de Mustafa Bey fueron insuficientes para salvar Trípoli, que cayó en manos de los griegos bajo Theodoros Kolokotronis después de un asedio prolongado, el 23 de septiembre de 1821. A pesar de la masacre general de los habitantes musulmanes, el harén de Hurshid y una parte de su tesoro se salvaron. Finalmente, en enero de 1822, mató a Ali Pachá a través de la traición, y envió su cabeza cortada al sultán, y su estrella parecía estar en ascenso nuevamente. 
Reunió a un ejército de ochenta mil hombres (un número enorme para los estándares de los Balcanes) y estaba a punto de marchar para finalmente aplastar el levantamiento griego, cuando ocurrió el desastre. Sus enemigos políticos en Constantinopla, alarmados por la fama y el poder que había alcanzado y el prestigio que el exitoso fin de Ali Pachá y las revueltas griegas le aportarían, lo acusaron de malversar una gran parte del tesoro de Ali. Hurshid había enviado cuarenta millones de piastras, con una declaración de que habían sido encontrados en las bóvedas de Ali, mientras que los ministros del Sultán calcularon la fortuna de Ali en más de quinientos millones de piastras. Cuando le pidieron que enviara una cuenta detallada, el ofendido Hurshid no respondió. Poco después de eso, fue denunciado por abuso del tesoro público y cayó en desgracia. Fue removido de sus posiciones y reemplazado como serasker y mora valisi por Mahmud Dramali Pachá. Se le ordenó a Hurshid que permaneciera en Larissa para asistir a la provisión del ejército de Dramali.
Cuando las noticias comenzaron a llegar a Constantinopla sobre el fracaso de la expedición de Dramali en Dervenakia, el sultán le ordenó a Hurshid que tomara el mando y rescatara lo que pudiera. Sin embargo, sus oponentes continuaron conspirando contra él y enviaron agentes para matarlo. Aunque fue informado de la amenaza a su persona, Hurshid no reaccionó. En cambio, se suicidó tomando veneno el 30 de noviembre de 1822.